# Адмирал Чичагов (броненосный фрегат)
«Адмира́л Чича́гов» — двухбашенный броненосный фрегат русского императорского флота, построенный в рамках программы 1864 года. Однотипен фрегату «Адмирал Спиридов».

## Строительство
Броненосные фрегаты «Адмирал Спиридов» и «Адмирал Чичагов» построены по программе 1864 года заводом Семянникова и Полетики в 1866—1868 годах.
«Адмирал Чичагов» спущен на воду 1 октября 1868 года. В конце этого же года оба фрегата переведены на достройку и вооружение в Кронштадт. Контрактная стоимость каждого корабля составляла 796 тысяч рублей.
Фактически работы по достройке и бронированию шли и в 1870 году, причем с целью ускорения ставились бронеплиты из партий, контрольные образцы которых не проходили испытания стрельбой.
Внешне «Адмирал Чичагов» отличался от систершипа, главным образом, меньшей площадью парусности (265 м² против 712 м²) — паруса на нём использовали, в основном, для ослабления качки и облегчения рулевого управления кораблем, за штурвал которого приходилось ставить до 8-ми человек одновременно.

## Конструкция

### Корпус
Железный, со скуловыми килями на половину длины корпуса в средней части. Подкладка под броню из 457-мм ост-индского тика. Отсеки крюйт-камер и пороховых погребов обшивались деревом и снабжались клапанами для затопления в случае пожара. Потолки крюйт-камер дополнительно защищались спаянными водонепроницаемыми свинцовыми листьями, толщиной 3 мм.

### Механизмы
Котлы и машины изготовлены Невским заводом. Давление пара в котлах 1,76 атмосферы. Машины горизонтальные, двухцилиндровые, прямого действия. Частота вращения — 70 об/мин. Мощность — около 2 000 л.с.

## Служба
«Адмирал Чичагов» вступил в строй в 1869 году.
Перевооружён в 1873—1874 годах. Тогда же планировалось сделать вставку в корпус размером в одну шпацию с целью уменьшения строительной перегрузки, что не было сделано.
В 1890—1900 годах вооружение фрегата пополнилось скорострельными пушками Гочкиса. Планы перевооружения и оснащения фрегатов новыми машинами не осуществились — удалось заменить лишь котлы.
С 1892 года классифицировался как броненосец береговой обороны, а с 1900 года как учебно-машинное судно Кронштадтской машинной школы. В июне-июле 1905 года участвовал в блокаде военного порта Либава, в котором происходило вооружённое восстание матросов Балтийского флота.
В 1907 году притоплен на отмели у Ревеля и использован в качестве артиллерийской мишени.

## Командиры
- 04.10.1865[1] — 14.11.1866 — капитан-лейтенант Гадд, Людвиг Фёдорович
- 14.11.1866  — хх.хх.хххх — капитан 2-го ранга Копытов, Николай Васильевич
- 06.06.1867 — после 23.01.1873 — капитан 2-го ранга (с 01.01.1868 капитан 1-го ранга) Желтухин, Фёдор Николаевич
- хх.хх.1874 — хх.хх.1882 — капитан 1-го ранга Попов, Василий Иванович
- хх.хх.1882 — хх.хх.1886 — капитан 1-го ранга Валицкий, Степан Станиславович
- 27.10.1886 — хх.хх.1888 — капитан 1-го ранга Шанц, Фридрих Севастьянович
- хх.хх.1889 — хх.хх.1889 — капитан 1-го ранга Львов, Лев Иванович
- хх.хх.1890 — 01.01.1893 — капитан 1-го ранга Сильверсван, Фёдор Николаевич
- 01.01.1893 — хх.хх.1893 — капитан 2-го ранга Зилов, Александр Николаевич
- хх.хх.1894 — хх.хх.1894 — капитан 1-го ранга Римский-Корсаков, Николай Александрович
- 07.02.1894 — хх.хх.1895 — капитан 2-го ранга Скрягин, Николай Александрович
- хх.хх.1895 — хх.хх.1897 — капитан 2-го ранга Петров, Иван Ларионович
- хх.хх.1898 — хх.хх.1898 — капитан 2-го ранга Лилье, Владимир Александрович
- хх.хх.1898 — хх.хх.1899 — капитан 2-го ранга Грамматчиков, Константин Александрович
- 15.02.1899 — после 15.01.1901 — капитан 2-го ранга Лушков, Николай Михайлович
- хх.01.1902 — хх.12.1902 — капитан 2-го ранга Петров, Григорий Васильевич
- 06.12.1902 — 10.04.1906 — капитан 2-го ранга Киселёв, Василий Александрович
- 10.04.1906 — хх.хх.1907 — капитан 2-го ранга Ратьков, Константин Михайлович

### Другие должности
- 1879—1879 штурманский офицер КФШ подпоручик В. И. Егоров[2]